# Rammersmatt
Rammersmatt là một xã ở tỉnh Haut-Rhin trong vùng Grand Est ở đông bắc Pháp. Xã này có diện tích 5,47 km², dân số năm 1999 là 218 người. Khu vực này có độ cao 550 mét trên mực nước biển.